# Kenjiro Yoshigasaki
Kenjiro Yoshigasaki (Kagoshima, 1951) és un artista marcial japonès. Arribà a Europa a finals dels anys setanta per representar la Ki no Kenkyukai, essent una de les figures de referència mundial en el camp de l'ensenyament de l'aikido com a art de vida.

## Biografia
Va començar a practicar ioga als deu anys, i en 1971 va marxar un any a l'Índia per estudiar-ne. Posteriorment, va iniciar la seva pràctica d'aikido, del que en 1973 assolí el grau d'instructor. Ha estudiat budisme zen, nou sintoïsme, catolicisme i islamisme. En 1977 es va traslladar a Europa.
Kenjiro Yoshigasaki a la Ki no Kenkyukai del mestre Koichi Tohei va aconseguir el vuitè dan de Ki Aikidō. Des de la seva arribada, ha ensenyat en molts dōjō, realitzant nombrosos seminaris en Europa, Sud-àfrica e Sud-amèrica. Quan en l'any 2002, quan el mestre Koichi Tohei deixà d'ensenyar, deixant el seu lloc al seu fill, el mestre Yoshigasaki va fundar una escola pròpia, la "Ki No Kenkyukai Association International", que agrupa dōjō de tota l'Europa, Sud-àfrica i Sudàmerica.
La didàctica del seu mestre, el gran Koichi Tohei, era basada en el concepte del "punt únic": la teoria, en termes comprensibles per a un occidental, del concepte de "hara", que vol dir el centre vital de l'ésser humà situat (segons l'antiga creença) al baix ventre, poc més avall del melic. A partir d'aquest punt seguien una sèrie di "preceptes" que ajudaven al practicant a millorar i desenvolupar el pròpio Ki, és a dir la pròpia energia vital.
El mestre Yoshigasaki progressivament abandonà aquesta teoria per passar a una didàctica basada en el concepte de "línia", recuperant un antic concepte japonès que, per exemple, es troba a l'art del massatge. És important recordar que els conceptes de punt, línia o qualsevol altre no deuen prendre's de forma literal, com llocs geomètrics immutables, però són una forma de transmetre una formulació de conceptes fixos del moviment del cos humà en l'espai, que de fixes en tenen ben poc; un mestre de ki aikido no pensarà mai en aquestos conceptes en la pràctica real, aquestos són, tan sols, línies de guia per l'estudi de les tecniques. Tan sols amb una pràctica constant s'aconsegueix de forma autèntica trobar el sentit del ki aikido, les paraules són solament una ajuda.
El mestre Yoshigasaki defineix així l'aikido: "La proposta de l'aikido no consisteix a colpejar o eliminar a l'adversari, sinó més aviat en generar una nova situació en la qual l'atac es detinga. Cada tècnica genera una nova situació, pel qual és important saber de quina manera aniran sorgint situacions noves fins que l'atac deixi d'existir".
A més com fruit de la seva dilatada experiència: "L'única via de desenvolupament futur per l'aikido és com a art. L'art, com la música, la dansa, la pintura. el teatre, l'escultura, la poesia, etc. procedeix del món real; però crea una realitat nova que no és una còpia. Aquesta nova realitat, bella i plena d'harmonia, deu de guiar al món en el seu procés de convertir-se en un món millor Per ell les arts són molt importants per a l'ésser humà".
Actualment resideix en Bèlgica, el mestre Yoshigasaki és el "doshu" ("el guardià de la via") de l'organització Ki no Kenkyukai Association Internationale.
En 2002 va publicar el llibre "Inner Voyage of a Stranger", traduïda en diversos idiomes, en castellà es va publicar com "El viaje interno de un extraño".

## Obres
- Inner Voyage of a Stranger. Pathways to a New Perception. Kristkeitz-Verlag, 2002, ISBN 3-921508-71-1.
- Aikido. Arte di vita. Erga Verlag, 2012, ISBN 978-88-8163-723-2.